# Miklós Kállay

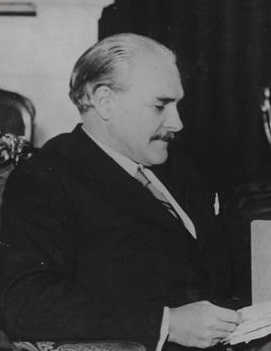
Kállay in 1942

Miklós Kállay de Nagy-Kálló (Hongaars: Nagykállói dr. Kállay Miklós) (Nyíregyháza, 23 januari 1887 – New York, 14 januari 1967) was een Hongaars politicus die van 9 maart 1942 tot 19 maart 1944 premier van Hongarije was.

## Biografie

### Achtergrond en vroege carrière
Miklós Kállay werd op 23 januari 1887 in Nyíregyháza geboren. Hij stamde uit een oude familie van rijke landedelen (Dzsentri) die vanouds een belangrijke rol in de plaatselijke politiek vervulden. Tot de landelijke politiek drongen zij niet door omdat de landelijke politiek was voorbehouden aan de hoge adel. Zijn vader was András Kállay (1839-1919) en zijn moeder was Vilma Csuha (1849-1922).
Miklós Kállay studeerde rechten in Boedapest en was van 1921 tot 1929 vice-gouverneur van Nyíregyháza. Van 1929 tot 1931 was hij onderminister van Handel en van 1932 tot 1935 was hij minister van Landbouw onder premier Gyula Gömbös. Zijn relatie met de extreemrechtse premier was slecht en op 9 januari 1935 nam hij ontslag als minister.

### Premier van Hongarije
Tot 1942 bleef Kállay buiten de politiek, maar begin 1942 vroeg de rijksregent van Hongarije, Miklós Horthy, om een kabinet te vormen en de pro-nazimaatregelen van het voorgaande kabinet (onder László Bárdossy) ongedaan te maken.
Tijdens het premierschap van Kállay - die ook de portefeuille van Buitenlandse Zaken op zich nam - bleef Hongarije als lid van het Driemogendhedenpact verbonden aan nazi-Duitsland, maar in het geheim nam hij contact op met de Geallieerden en weigerden Horthy en hij Joden naar Duitsland te deporteren. De persvrijheid in Hongarije werd onder Kállay grotendeels hersteld en kritische berichten over de nazi's mochten gewoon worden gepubliceerd. De Duitsers vonden de Hongaren slechte bondgenoten, ondanks het feit dat Hongaarse militairen aan het oostfront aan de Duitse zijde vochten. In maart 1944 hadden de Duitsers genoeg van de Hongaarse tegenwerking en werd het land bezet. Kállay vluchtte naar de Turkse ambassade waar hij enige tijd verbleef. Later werd hij echter door Duitsers uit de ambassade gehaald.
Miklós Kállay werd na zijn gevangenneming opgesloten in het concentratiekamp Dachau. Eind april 1945 werd hij met andere belangrijke gevangenen (w.o. de Nederlandse minister van Defensie Jannes Johannes Cornelis van Dijk) overgebracht naar Tirol, waar hij op 5 mei 1945 door Vijfde Leger van de Verenigde Staten van Amerika werd bevrijd.
Na de Tweede Wereldoorlog woonde Miklós Kállay in ballingschap, sinds 1951 in de Verenigde Staten van Amerika. In 1954 verschenen zijn memoires: Hungarian Premier: A Personal Account of a Nation's Struggle in the Second World War.
Miklós Kállay overleed daags voor zijn 80ste verjaardag, op 14 januari 1967 in New York.

## Trivia
- Zijn zoon, Kristóf Kállay (1916-2006), was een diplomaat en privésecretaris van zijn vader gedurende zijn premierschap. Na de oorlog leefde hij in het buitenland.

## Verwijzingen
1. ↑  The Hungarian Quarterly,  VOLUME XLI * No. 159 * Autumn 2000
2. ↑  Peter Koblank: Die Befreiung der Sonder- und Sippenhäftlinge in Südtirol, Online-Edition Mythos Elser 2006. Gearchiveerd op 1 mei 2025.